# Val Gronda
La Val Gronda è una valle del Piemonte; si trova in provincia di Vercelli ed è una valle laterale dell'alta Valsesia percorsa dal torrente Gronda, un affluente di sinistra del Torrente Sorba.

## Geografia
La valle ricade interamente nel comune di Rassa; nel territorio si trovano numerose frazioni e località: Sant'Antonio, Pian Molino, Rassetta, Fontana, Mezzanaccio, Piana, Ortigoso, Oro, collegate da sentieri.

## Luoghi di interesse
I principali beni culturali della valle sono: 
- dipinto della Deposizione, opera di Giulio Arienta, nell'oratorio di Sant'Antonio, dedicato al santo omonimo;
- oratorio della Madonna della Neve a Fontana;
- oratorio di San Pietro a Mezzanaccio;
- oratorio di San Bernardo a Piana;
- cappella dedicata a san Lorenzo a Oro;
- chiesa parrocchiale di Rassa;

infine lungo i sentieri che collegano le frazioni si incontra la cappella detta "dei Riveit".

## I monti

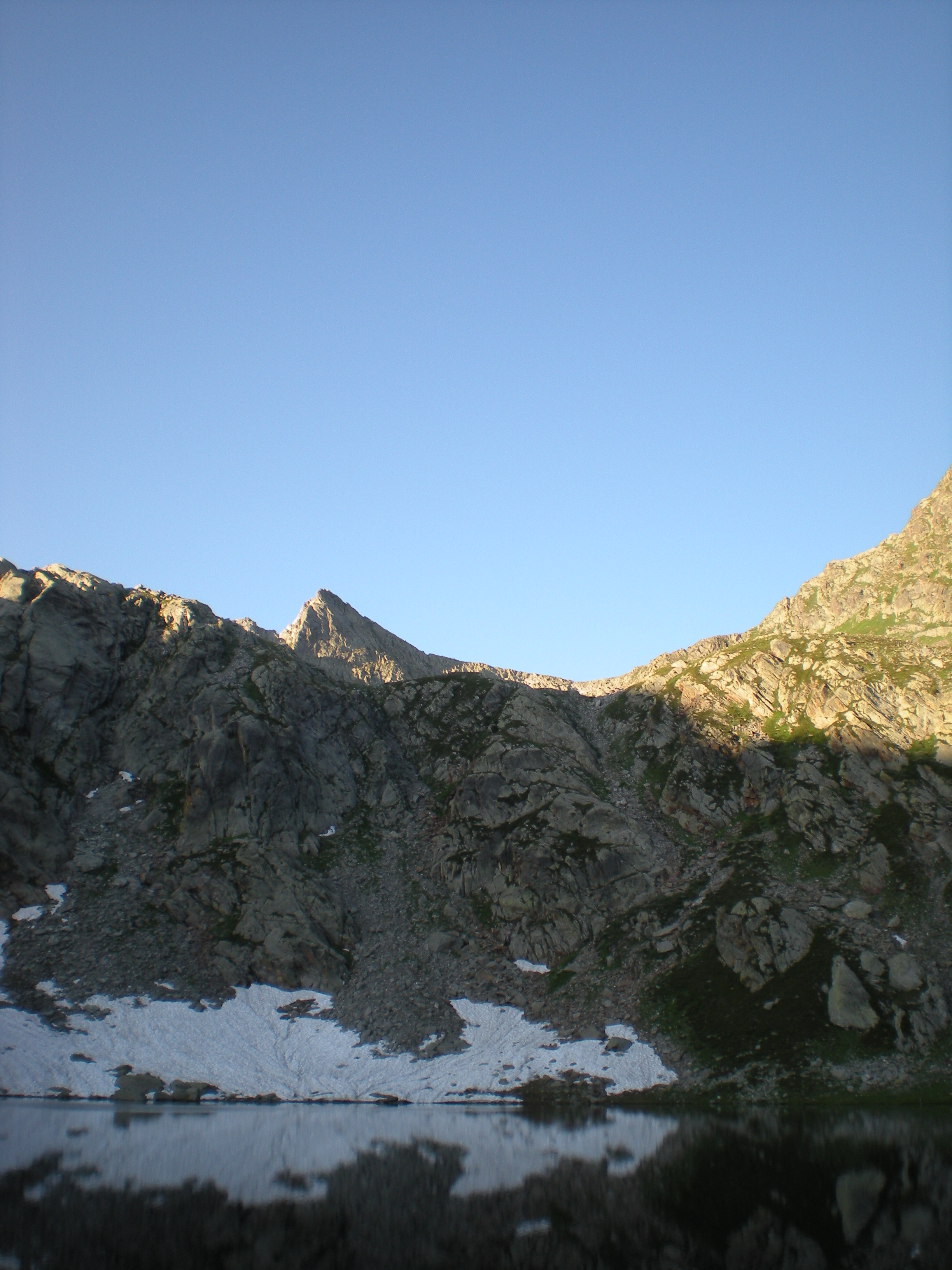
Berretta del Vescovo

A nord la valle è delimitata dalla cresta di confine con la Valle Artogna, mentre ad ovest per un breve tratto confina con la Val Vogna e a sud-est la cresta divisoria la separa dal solco principale della Val Sorba. Le punte principali che si trovano su queste creste sono:
- la Berretta del Vescovo (2.730 m)
- la Cima Morticci (2.726 m)
- il Becco di Cossarello (2.631 m)
- la Corna Rossa (2.552 m)
- la Punta Ciciozza o Sivella (2.523 m), sulla quale è situata una cappella votiva con un grande Crocifisso.
- il Cimon della Gronda (2.400 m)
- la Punta Salarùa (2.222 m)
- la Testa d'Ambrogiore (2.050 m)
- il Cimon della Piana (2.044 m)
- la Punta Vasnera occidentale (2.031 m)
- la Punta Vasnera orientale (2.028 m)
- il Cimon del Giurà (1.928 m)